# (1826) Miller
(1826) Miller est un astéroïde de 24 kilomètres de diamètre de la ceinture principale, découvert le 14 septembre 1955 à l'observatoire Goethe Link près de Brooklyn, dans l'Indiana. Il a une magnitude absolue de 10,90.